# إرنست هويت
إرنست هويت (بالفرنسية: Ernest Huet)‏ (و. 1858 – 1917 م) هو طبيب أعصاب، من فرنسا، توفي عن عمر يناهز 59 عاماً.